# Eddi Arent

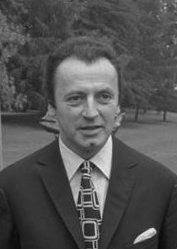
Eddi Arent (1971)

Eddi Arent, bürgerlich Gebhardt Georg Arendt anhörenⓘ(* 5. Mai 1925 in Danzig-Langfuhr, Freie Stadt Danzig; † 28. Mai 2013 in München), war ein deutscher Schauspieler und Komiker.

## Leben
Eddi Arent wurde 1925 als Sohn des Leiters des Danziger Wasserwerks geboren. In Danzig besuchte er ein humanistisches Gymnasium bis zum Abitur und wurde dann zum Kriegsdienst eingezogen.
Nach dem Zweiten Weltkrieg, in dem er an der Ostfront eingesetzt worden war, begann Arent im badischen Blumberg als Kabarettist. Mit Gleichgesinnten wirkte er ab 1948 zwei Jahre lang in Jürgen Henckells literarischem Kabarett Der Widerspiegel mit, das in der französischen Besatzungszone das erste dieser Art war. Er arbeitete auch kurzzeitig mit Werner Finck in dessen Kabarett Mausefalle in Stuttgart zusammen und war Mitwirkender der Zwiebel in München. Arent, der sich selbst als „ganz gewöhnlichen, normalen Gebrauchsschauspieler“ sah, hatte 1958 aufgrund seines niederpreußischen Akzents seine erste etwas größere Filmrolle als ostpreußischer Lagerinsasse in dem Film Der Arzt von Stalingrad. Zum Theater fühlte er sich nicht hingezogen; 1979 trat er jedoch in der Komödie Der müde Theodor in einer Gastrolle auf der Bühne des Millowitsch-Theaters in Köln auf.

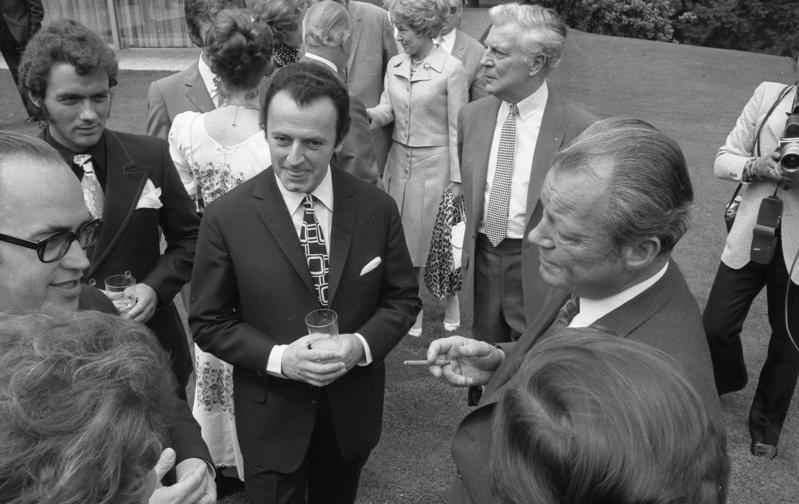
Eddi Arent 1971 (Bildmitte) bei einem Empfang von Bundeskanzler Willy Brandt

Bekannt wurde Arent in Rollen als manierierter Butler, schusseliger Polizeifotograf und Kriminalassistent in Horst Wendlandts Edgar-Wallace-Verfilmungen. Arent war in diesen komödiantisch angelegten Rollen sehr beliebt und wurde von den Produzenten zwischen 1959 und 1966 in fast jedem Wallace-Film eingesetzt. Er war auch viermal als Bösewicht zu sehen, darunter in seinem letzten Wallace-Film Das Geheimnis der weißen Nonne von 1966 und in Der unheimliche Mönch von 1965. Insgesamt wirkte Arent in 20 Wallace-Verfilmungen mit. Populär wurde er auch durch sein Mitwirken in drei Karl-May-Filmen, Der Schatz im Silbersee von 1962, Winnetou 2. Teil von 1964 und in Winnetou und Shatterhand im Tal der Toten von 1968, in denen er den abenteuersuchenden englischen Lord Castlepool spielte, der von raubeinigen Westmännern immer wieder als "Greenhorn" auf die Schippe genommen wird. Allerdings erweist sich Castlepool als tapferer Gefolgsmann und erstklassiger Schütze. Arent kreierte einen Charakter mit gleichermaßen blasierter Gentleman-Attitüde und einfältiger, unangemessener Empfindsamkeit, eine Mischung, die in seinen zwielichtigen Rollen auch unheimliche Züge annehmen konnte. Wegen seiner effizienten Arbeitsweise lautete ein geflügeltes Wort unter Regisseuren damals: „Drehe sparend – dreh mit Arent“.
Es fanden sich weitere Filmangebote für Krimis, Komödien und Schlagerfilme. Seine intensive Filmarbeit endete Ende der 1970er Jahre. Der Regisseur Hans-Jürgen Tögel besetzte ihn 1978 für seine erste Regiearbeit, die Fernsehkriminalkomödie Räuber und Gendarm, als schlitzohrigen Betrüger, der Hans Putz als Kommissar immer wieder durch die Lappen geht. Trotz guter Kritiken wurde es stiller um ihn. Mit der Sketch-Serie Es ist angerichtet, von und mit Felix Dvorak, erreichte er ab 1982 wieder ein größeres Publikum. Arent, der dazu auch Texte beisteuerte, bezeichnete die Serie als „das Beste, das ich je gemacht habe.“ An der Seite von Harald Juhnke mit der Sketch-Fernsehserie Harald und Eddi feierte er Ende der 1980er Jahre seine letzten großen Erfolge. Die Wallace-Neuverfilmungen, die in zwei Staffeln 1996 und 2002 von den Sendern RTL und Super RTL ausgestrahlt wurden und in denen er als Scotland-Yard-Chef Sir John ebenfalls mitwirkte, erreichten nicht die Popularität der Kinofilme.

## Privates
Eddi Arent wurde in einem Beamten-Viertel im selben Haus geboren wie der Schauspieler Wolfgang Völz. Später traten sie auch öfter gemeinsam in Film und Fernsehen auf. 
Arent heiratete 1959 die Hotelfachfrau Franziska Ganslmeier und lebte mit ihr und dem gemeinsamen Sohn in Vaterstetten. 1993 übernahm er in Titisee-Neustadt das 1899 gebaute Traditionshotel Neustädter Hof. In das Hotel lud er immer wieder Krimifans und Schauspielkollegen ein. Hier wurden auch vom Archiv des Deutschen Kriminalfilms im Rahmen der alljährlichen Edgar Wallace Festivals die Edgar Wallace Preise verliehen. Der Neustädter Hof meldete 2004 Insolvenz an, Ende Februar 2005 wurde das Hotel geschlossen. In dieser Zeit verfiel Arent in eine Depression, die durch Medienberichte über seine finanzielle Situation verstärkt wurde.
Arent lebte bis zum Tod seiner Ehefrau Ende 2011 in einer Seniorenresidenz in Waldmünchen und zuletzt bei seinem Sohn in München. Arent, der an Demenz erkrankt war, starb am 28. Mai 2013 mit 88 Jahren. Sein Grab befindet sich auf dem Gemeindefriedhof in Hochmutting, einem Ortsteil von Oberschleißheim.

## Auszeichnungen
1997 erhielt Arent den Scharlih, die bekannteste Auszeichnung, die mit dem Namen Karl May verbunden ist und auf dem jährlich veranstalteten Karl-May-Fest verliehen wird. 1999 wurde ihm der Goldene Ehrenpreis des Edgar-Wallace-Treffens in Titisee-Neustadt verliehen.

## Filmografie

### Kinofilme
- 1956: Der Mustergatte
- 1958: Der Arzt von Stalingrad
- 1958: Das haut einen Seemann doch nicht um
- 1958: Der Sündenbock von Spatzenhausen
- 1958: Kleine Leute mal ganz groß
- 1959: Mikosch im Geheimdienst
- 1959: Paprika
- 1959: Der Frosch mit der Maske
- 1959: Ein Sommer, den man nie vergißt
- 1960: Der rote Kreis
- 1960: Schlagerparade 1960
- 1960: Die Bande des Schreckens
- 1960: Gustav Adolfs Page
- 1961: Der grüne Bogenschütze
- 1961: Schlagerparade 1961
- 1961: Die toten Augen von London
- 1961: Der Fälscher von London
- 1961: Musik ist Trumpf
- 1961: Die seltsame Gräfin
- 1961: So liebt und küßt man in Tirol
- 1962: Das Rätsel der roten Orchidee
- 1962: Die Tür mit den sieben Schlössern
- 1962: Wenn die Musik spielt am Wörthersee
- 1962: Das Gasthaus an der Themse
- 1962: Der Schatz im Silbersee
- 1963: Der Fluch der gelben Schlange
- 1963: Der Zinker
- 1963: Der schwarze Abt
- 1963: Das indische Tuch
- 1963: Das Geheimnis der schwarzen Witwe
- 1964: Zimmer 13
- 1964: Die Gruft mit dem Rätselschloß
- 1964: Der Hexer
- 1964: Winnetou 2. Teil
- 1964: Das Verrätertor
- 1965: Neues vom Hexer
- 1965: Der unheimliche Mönch
- 1966: Die Liebesquelle
- 1966: Das Rätsel des silbernen Dreieck
- 1966: Der Bucklige von Soho
- 1966: Maigret und sein größter Fall
- 1966: Das Geheimnis der weißen Nonne
- 1967: Mister Dynamit – Morgen küßt Euch der Tod
- 1967: Feuer frei auf Frankie
- 1968: Inspektor Blomfields Fall Nr. 1 – Ich spreng euch alle in die Luft
- 1968: Winnetou und Shatterhand im Tal der Toten
- 1969: Das Go-Go-Girl vom Blow-Up
- 1969: Hilfe, ich liebe Zwillinge!
- 1970: Das gelbe Haus am Pinnasberg
- 1970: Hurra, unsere Eltern sind nicht da
- 1970: Wenn du bei mir bist
- 1970: Nachbarn sind zum Ärgern da
- 1971: Wer zuletzt lacht, lacht am besten
- 1971: Hilfe, die Verwandten kommen
- 1971: Die Kompanie der Knallköppe
- 1972: Kinderarzt Dr. Fröhlich
- 1972: Immer Ärger mit Hochwürden
- 1972: Grün ist die Heide
- 1973: Blau blüht der Enzian
- 1973: Alter Kahn und junge Liebe
- 1973: Das Wandern ist Herrn Müllers Lust
- 1973: Unsere Tante ist das Letzte
- 1975: Operation Lady Marlene
- 1975: Der Geheimnisträger
- 1975/78: Lady Dracula
- 1979: Himmel, Scheich und Wolkenbruch
- 1980: Keiner hat das Pferd geküßt
- 1990: Eine Frau namens Harry
- 1995: Mutters Courage
- 2000: Manila

### Fernsehen
- 1960: Stahlnetz: Verbrannte Spuren
- 1974: Das Spukschloß von Baskermore
- 1977: Fragen Sie Frau Erika
- 1978: Mein lieber Mann
- 1978: Räuber und Gendarm
- 1980: Hollywood, ich komme
- 1982–1986: Es ist angerichtet
- 1983: Kottan ermittelt (Fernsehserie, Folgen 6x02–6x03)
- 1983: Mary und Gordy auf dem Lande
- 1983: Die Krimistunde: Ein Toter meldet sich zu Wort
- 1987–1989: Harald und Eddi (Fernsehserie)
- 1987: Vicky und Nicky
- 1987: Höchste Eisenbahn
- 1987: Mrs. Harris fährt nach Moskau
- 1989: Hessische Geschichten (Fernsehserie, Folge 1x10)
- 1989: Keine Gondel für die Leiche
- 1990–1991: Ein Schloß am Wörthersee (Fernsehserie, Folgen 1x05, 2x07)
- 1991: Ein seltsames Paar
- 1993: Glückliche Reise – Venedig (Fernsehreihe)
- 1993: Ein Bayer auf Rügen (Fernsehserie)
- 1993: Happy Holiday (Fernsehserie, 1x05)
- 1996: Salto Postale (Fernsehserie, Folge 4x02)
- 1996: Edgar Wallace: Die Katze von Kensington
- 1996: Edgar Wallace: Das Karussell des Todes
- 1996: Edgar Wallace: Der Blinde
- 1997: Evelyn Hamanns Geschichten aus dem Leben – Wege zum Ruhm
- 1997: Heimatgeschichten (Fernsehserie, 1 Folge)
- 1999: Dr. Stefan Frank – Der Arzt, dem die Frauen vertrauen (Folge 5x14)
- 1999: Evelyn Hamanns Geschichten aus dem Leben – Damenwahl
- 2000: Das Traumschiff – Olympia 2000
- 2002: Edgar Wallace: Das Schloss des Grauens
- 2002: Edgar Wallace: Die unheimlichen Briefe
- 2002: Edgar Wallace: Die vier Gerechten
- 2002: Edgar Wallace: Das Haus der toten Augen
- 2002: Edgar Wallace: Whiteface

### Theateraufzeichnungen
- 1979: Der müde Theodor
- 1980: Das Schloßgespenst
- 1981: Der kühne Schwimmer
- 1982: Ehrenbürger